# 제바스티안 루디
제바스티안 루디(Sebastian Rudy, 1990년 2월 28일, 빌링겐-슈베니겐 ~)는 독일의 은퇴한 축구 선수로, 과거 미드필더로 활약했다.

## 경력

### 클럽 경력
루디는 2003년에 VfB 슈투트가르트의 유소년 아카데미에 들어가 2007년에 반(半) 프로리그인 레지오날리가 쉬드에 속한 클럽의 리저브 팀으로 승격되었다. 그는 2008년 8월 2일, 1. FC 우니온 베를린을 상대로한, 새로 신설된 3. 리가 경기에서 프로 데뷔전을 치렀다.
2008년 여름, 그는 VfB 슈투트가르트 1군과 계약을 맺었으며, 2008년 8월 10일, 5-0으로 승리한 DFB-포칼 1라운드의 FC 한자 뤼네부르크 원정경기에서 데뷔전을 치렀다.
2010년 8월 23일, 그는 TSG 1899 호펜하임으로 이적하였다.

### 국가대표 경력
그는 현재 독일 축구 국가대표팀의 일원이다. 2018년 FIFA 월드컵 대표 명단에도 선발되었으며, 스웨덴과의 조별리그 2차전 경기에 출전했으나, 스웨덴 선수의 발에 얼굴을 가격당했다.